# جواد (نام کوچک)
جواد ممکن است به یکی از افراد زیر اشاره کند:
- محمد بن علی الجواد نهمین امام شیعیان
- جواد فکوری
- جواد فروغی
- جواد زرینچه
- جواد داوری
- جواد محجوب